# Lema Mabidi
Lema Chikito Mabidi (Kinshasa, 1993. június 11. –) kongói DK válogatott labdarúgó, aki jelenleg a CS Sfaxien játékosa.

## Külső hivatkozások
- Lema Mabidi adatlapja a Soccerway oldalon (angolul)
- Lema Chikito Mabidi Transfermarkt